# Сила (филм)
Вижте пояснителната страница за други значения на Сила.
„Сила“ (на английски: Power) е американски драматичен филм от 1986 г. на режисьора Сидни Лъмет с участието на Джули Кристи, Ричард Гиър, Джийн Хекман и Дензъл Уошингтън.

## Сюжет
Оригиналният сценарии на филма се фокусира върху политическата корупция и как властта влияе на хората, които я притежават и на тези, които те опитват да контролират.

## В ролите
| Актьор           | Роля                            |
| ---------------- | ------------------------------- |
| Ричард Гиър      | Пит Сент-Джон                   |
| Джули Кристи     | Елен Фримен                     |
| Джийн Хекман     | Уилфред Бакли                   |
| Дензъл Уошингтън | Арнолд Билингс                  |
| Е. Г. Маршал     | Сенатор Сам Хастингс            |
| Беатрис Страйт   | Клер Хастингс                   |
| Фриц Уивър       | Кндидат губернатор Уолъс Фърман |
| Майкъл Лърнед    | Губернатор Андреа Стенард       |
| Дж. Т. Уолш      | Кандидат сенатор Джером Кейд    |
| Е. Катрин Кер    | Ирен Фърман                     |